# La maldición que cayó sobre Sarnath
La maldición que cayó sobre Sarnath (título original en inglés: The Doom that Came to Sarnath) es un cuento fantástico del escritor estadounidense H. P. Lovecraft.

## Elaboración y publicación
Escrito en diciembre de 1919 en un estilo mítico/fantástico, está asociado con su ciclo onírico y buena parte de su argumento está inspirado en el clásico de Lord Dunsany Idle Days on the Yann.
Fue publicado por primera vez en junio de 1920 en The Scot, una revista de ficción amateur escocesa, el 4 de marzo de 1935 en Marvel Tales y finalmente en junio de 1938 en Weird Tales.
The Doom That Came to Sarnath and Other Stories es también el título de una colección de cuentos de Lovecraft, publicada por primera vez en febrero de 1971.

## Argumento
El cuento nos sitúa en la legendaria ciudad de Sarnath, cuyos primeros habitantes temen la presencia de una extraña raza de reptiles humanoides en una ciudad vecina, Ib. Estos seres adoran a una deidad llamada Bokrug, especie de saurio o lagarto ancestral cuyas inscripciones y monolitos resultan aterradores. A pesar de ser criaturas pacíficas, los habitantes de Ib son exterminados por los pobladores de Sarnath, inquietos por su aspecto y culto inmemorial.
Tras años de abundancia se produce un hecho previsto por el sumo sacerdote: Sarnath está maldita, y Bokrug no descansará hasta vengar el asesinato de sus acólitos.